# رامونا (کالیفرنیا)
رامونا (به انگلیسی: Ramona) یک منطقهٔ مسکونی در ایالات متحده آمریکا است که در شهرستان سن دیگو، کالیفرنیا واقع شده‌است. رامونا ۹۹٫۵۳۹ کیلومتر مربع مساحت و ۲۰٬۲۹۲ نفر جمعیت دارد و ۴۳۶ متر بالاتر از سطح دریا قرار دارد.